# Tomasz Dąbrowski (szlachcic)
Tomasz Dąbrowski – generał adiutant króla w 1776 roku, major 2. Brygady Kawalerii Narodowej w 1793 roku, wojski bielski.
W 1774 roku wziął udział w potyczce z Prusakami pod Kąpielem.